# Lúcia Moniz
Ana Lúcia Pereira Moniz, född i Lissabon den 9 september 1976, är en portugisisk sångerska och skådespelerska. Hon är dotter till musikern och dirigenten Carlo Albert Moniz (född 1948).
Moniz representerade Portugal i Eurovision Song Contest 1996 med låten "O meu coração não tem cor", som  hamnade på sjätte plats, vilket då var den bästa placeringen för Portugal tills landet segrade 2017.
Moniz spelade mot Colin Firth i den brittiska filmen Love Actually (2003). Utöver många andra filmer har hon även spelat teater och TV-filmat i flera portugisiska såpoperor.

## Diskografi

### Album
- Magnólia – 1999
- 67 – (2002)
- Leva-me pra casa – (2005)
- Fio de Luz – (2011)